# Todo comenzó por el fin
Todo comenzó por el fin és una pel·lícula documental colombiana de 2015 dirigida per Luis Ospina i basada en la vida i obra d'Andrés Caicedo, Carlos Mayolo i el propi Ospina i la seva influència al cinema i la literatura colombianes en les dècades de 1970 i 1980, liderant el famós "Grup de Cali" o "Caliwood". També presenta imatges de la recuperació del director Luis Ospina després de ser diagnosticat amb càncer.

## Argument
«Tot va començar per la fi» és l'autoretrat del “Grup de Cali”, també conegut com “Caliwood”, un grup de cinèfils, que enmig de la rumba i del caos històric dels anys 70s i 80s, van aconseguir produir un corpus cinematogràfic que ja fa part fonamental de la història del cinema colombià. Al seu torn, és la història clínica del propi realitzador, qui es va emmalaltir greument durant la producció del film. És la història d'un supervivent.

## Recepció
La pel·lícula va aconseguir diversos guardons a nivell nacional: el premi Cinemateca lliurat per IDARTES en 2015, el premi del públic en el Festival Internacional de Cinema de Cartagena de Indias en 2016, el premi a Millor Director al mateix festival i dos Premis Macondo 2016, lliurats per l'Acadèmia Colombiana d'Arts i Ciències Cinematogràfiques, inclòs el de Millor Documental.
El documental, a més, ha estat exhibit en importants esdeveniments com el Festival Internacional de Cinema de Toronto, el Festival Internacional de Cinema de Mar del Plata i el Festival Internacional de Cinema Documental de Navarra, entre d'altres.